# Festuca ligulata
Festuca ligulata är en gräsart som beskrevs av Jason Richard Swallen. Festuca ligulata ingår i släktet svinglar, och familjen gräs. Inga underarter finns listade i Catalogue of Life.